# 藤原恵太
藤原 恵太（ふじわら けいた、1994年6月27日 - ）は、ラグビーユニオンの選手。ジャパンラグビーリーグワンの花園近鉄ライナーズに所属。

## 略歴
大阪府出身。
2013年、天理高校卒業後、天理大学に入学する。
2016年、天理大学ラグビー部のBKリーダーに就任した。
2017年、天理大学卒業後、東芝ブレイブルーパス(現・東芝ブレイブルーパス東京)に加入。同年10月7日に行われたジャパンラグビートップリーグ第7節のコカ・コーラレッドスパークス戦にて先発出場で公式戦初出場を果たす。
2019年、豊田自動織機シャトルズ(現・豊田自動織機シャトルズ愛知)に加入。
2025年6月2日、豊田自動織機シャトルズ愛知退団を発表。
同年7月22日、花園近鉄ライナーズへの入団が発表された。